# گوئن جکسون
گوئن جکسون (انگلیسی: Gwen Jackson؛ زادهٔ ۲۳ اکتبر ۱۹۸۰) بازیکن بسکتبال اهل ایالات متحده آمریکا است.